# Псиллипсоциды
Псиллипсоциды (лат. Psyllipsocidae) — семейство сеноедов из подотряда Trogiomorpha.

## Описание
Длина головы превышает её ширину. Второй сегмент нижнечелюстного щупика без конической сенсиллы. Крылья нормально развиты, укороченные или редуцированные, с явственным жилкованием. Задняя голень и задняя лапка, вместе взятые, длиннее брюшка. Наружные створки яйцеклада широкие.

## Экология
Эти сеноеды встречаются в пещерах и в опавшей листве.

## Палеонтология
Древнейшие представители семейства найдены в меловом ливанском янтаре. В меловом бирманском янтаре встречаются представители современного рода Psyllipsocus.

## Систематика
В составе семейства:
- Dorypteryx
- Khatangia
- ?Pseudopsyllipsocus
- Pseudorypteryx
- Psocathropos
- Psyllipsocus